# Wolfgang-Ernst-Gymnasium
Das Wolfgang-Ernst-Gymnasium in Büdingen ist eines der ältesten deutschen Gymnasien. Es wurde 1601 durch Graf Wolfgang Ernst von Isenburg (1560–1633) als Lateinschule gegründet. Das Wolfgang-Ernst-Gymnasium wird von etwa 1000 Schülern besucht, die von rund 80 Lehrkräften unterrichtet werden. Das jetzige Hauptgebäude der Schule wurde 1989 erbaut.

## Geschichte

### Die Anfänge
Hinweise auf eine Schule in Büdingen finden sich erstmals im Jahr 1416. Eine Rechnung belegt, dass der Schulmeister zehn Gulden und zehn Heller für eine Dienstreise nach Mainz erhalten habe. 1475 stiftet der Büdinger Bürger Heinrich Sunder einen Altar in der Marienkapelle und gewährt dem Schulmeister ein Legat, wofür er mit seinen Schülern die Messe zu singen hatte.
Der bekannte Theologe, Reformator und Fabeldichter Erasmus Albertus lehrte 1520 in Büdingen. Eine überlieferte Äußerung zeigt seine pädagogische Richtung: „Da ich ein Schulmeister war, stäupte ich die Kinder, so ich auf Lügen fand, viel eher und mehr, denn die ihre Lektion nicht konnten.“ Seine weiteren Schriften zeigen, dass die schulische Ausbildung nicht nur religiöses Wissen vermittelte, sondern auch klassische Bildung. 1580 stellte der Büdinger Pfarrer Josua Opitz (1542–1585), der die Schulaufsicht wahrnahm, ein „Schulgesetz“ für die Lateinschule zusammen, das einen Lehrplan bzw. Lektionskatalog und einen Stundenplan enthielt.
Thudichum, Schädel, Dingeldein und Decker sehen die Unterrichtsräume der Lateinschule bis 1602 in der „Neue Schule“ zwischen Kirche und Turm, die an Stelle des abgebrochenen St. Annenchores eingebaut wurde. Peter Nieß und Karl Dielmann ordnen die Schule den eigens für diesen Zweck auf der gotischen Schlosskapelle aufgestockten Räumen, die heute noch den Namen „Hohe Schule“ tragen, zu. An Stelle des zweiten Joches der älteren Liebfrauenkapelle über dem Marienchor wurde im Jahr 1602 auf der Südseite das „Neue Consistorium“, auch „Presbyterium“ genannt, erbaut. In diesen Räumen blieb die Lateinschule bis Anfang des 20. Jahrhunderts.
Wenn auch die Schule seit der zweiten Hälfte des 16. Jahrhunderts der Vorbereitung auf den Besuch der Universität diente, trug sie in Büdingen bis dahin einfach den Namen „die Schule“ oder gelegentlich „Landesprovinzalschule“. Erstmals 1600 taucht die Bezeichnung „Gymnasium“ auf, als der Gelehrte Melchior Colerus in einer Gedenkschrift an den Grafen Wolfgang-Ernst darum bittet, das ehrwürdige Gymnasium dieser Stadt möge in seiner früheren Blüte und Würde bestehen bleiben: „generosum huius Urbis Gymnasium in pristino flore et dignatate permansurum“.

### Gymnasium
Am 3. Juni 1601 stiftete Graf Wolfgang Ernst als Neubegründung der „alten hohen Schule“ Büdingens eine Lateinschule, aus der das Wolfgang-Ernst-Gymnasium hervorging. Wolfgang Ernst hatte schon früher Studierende des reformierten Glaubens in Herborn durch Stipendien unterstützt. Die Lateinschule wurde aus Renten und Gefälle der einstigen Klöster finanziert, um „gute Schule darinnen die Jugend, bis so lang sie an andern Orten Mit Nutzen progredieren und publica testimonia doctrinae et eruditionis erlangen könne (… mit Nutzen vorwärts kommen und öffentliche Beweis ihrer Kenntnisse erlangen können...), mit Fleiß unterwiesen und gelehrt werde“. Die Zahl der Lehrer sollte mindestens vier betragen. 1608 besuchten schon insgesamt 155 Schüler, darunter auch viele Auswärtige, die Schule. Für diese fremden Schüler bestand entsprechend der Stiftungsurkunde eine „Communität“, „darinnen ein jeder nicht mehr als 30 Gulden Kostgeld erstattete“.
Als Folge des Dreißigjährigen Krieges (1618–1648), der Hexenverfolgung (1532–1699) und der Pest (1635) sank die Einwohnerzahl Büdingens auf etwa tausend Menschen. Durch die Ereignisse blieben auch die für die Schule vorgesehenen Einnahmen aus. Die Zahl der Lehrer ging wegen Geldmangels bis auf zwei zurück, die zudem nicht mehr bezahlt werden konnten. So ging auch die Zahl der Schüler zurück. 1662 waren es nur 70 Schüler; zeitweilig mussten Klassen aufgelöst werden.
Erst mit Beginn des 18. Jahrhunderts sollte die zur „Stadtschule“ geschwundenen „Landes- und Provinzialschule“ wieder an Bedeutung gewinnen. Mit seinem Toleranzedikt im Jahr 1712 zog Graf Ernst Casimir I. Glaubensflüchtlinge aus aller Herren Ländern an, wie Hugenotten, Waldenser, Inspirierte und andere Separatisten. In der Folge entstand bis 1724 vor dem Untertor (Jerusalemer Tor) die Vorstadt. Mit der Übernahme der Schulleitung 1730 durch den schriftstellerisch tätigen und gelehrte Rector Scholae Professor Isaac Pels aus Hanau entstanden bessere Lernbedingungen. Pels ging während seiner Amtszeit mit allen Mitteln – auch mit „derben Schlägen“ gegen die „böse, verdorbene, fast inkorrigibele Jugend“ vor, die, statt in die Kirche zu gehen, in „gottloser Freiheit lieber dem Krebsefangen nachläuft“. Unter ihm wuchs die Zahl der Klassen und auch auswärtige Schüler kamen zur Schule nach Büdingen. Die Lehr- und Strafmethoden Pels blieben aber nicht unumstritten.
In den ersten Jahren nach 1800 versuchte Rektor Hadermann, das Unterrichtsverfahren zu modernisieren. Aber auch das konnte einen erneuten Niedergang der Schule nicht bremsen, der mit der vorübergehenden Entmachtung des Hauses Ysenburg-Büdingen einherging. So wurde 1806 die Grafschaft Ysenburg-Büdingen in das Rheinbund-Fürstentum Isenburg einverleibt. 1816 fiel die Grafschaft in das Großherzogtum Hessen-Darmstadt. Durch den eingetretenen Ansehensverlust und Missstände im Schulleben, forderte schließlich Regierungsrat Hedebrand, man möge das Gymnasium nach und nach in eine Bürgerschule umwandeln. Die Schule könne ohnehin nicht ihrem Zwecke für künftig Studierende entsprechen. Der Plan scheiterte dennoch am Engagement von Männern wie Pfarrer Keller und Rektor Hadermann, so dass die alte „hohe Schule“ blieb. Pfarrer Keller war Kirchenrat, Inspektor der Schule und Landtagsdeputierter in einer Person. Jahrelang betrieb er systematisch die politische Vorarbeit für die Erneuerung der „Provinzialschule“ als „Landesgymnasium“ durch Großherzoglich-Hessisches Dekret vom 27. Februar 1822. Wichtig dafür war auch die Vereinigung der Reformierten und Lutheraner 1817 zu einer evangelischen Gemeinde, so dass die Ersparnisse aus den nunmehr überflüssigen Pfarrstellen der Schule zugutekommen konnten.

### Schulumzüge

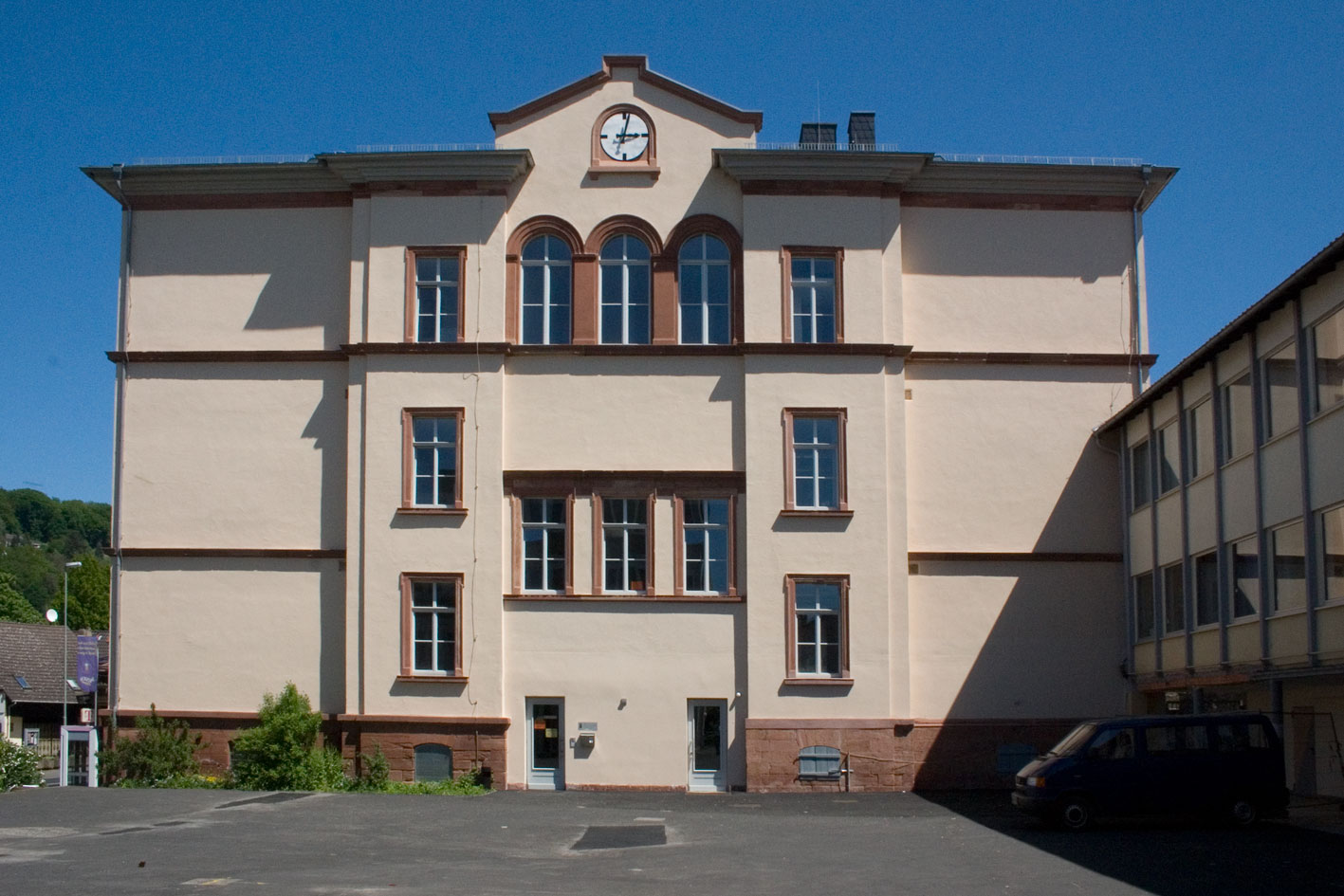
Altbau des Wolfgang-Ernst-Gymnasiums 2008

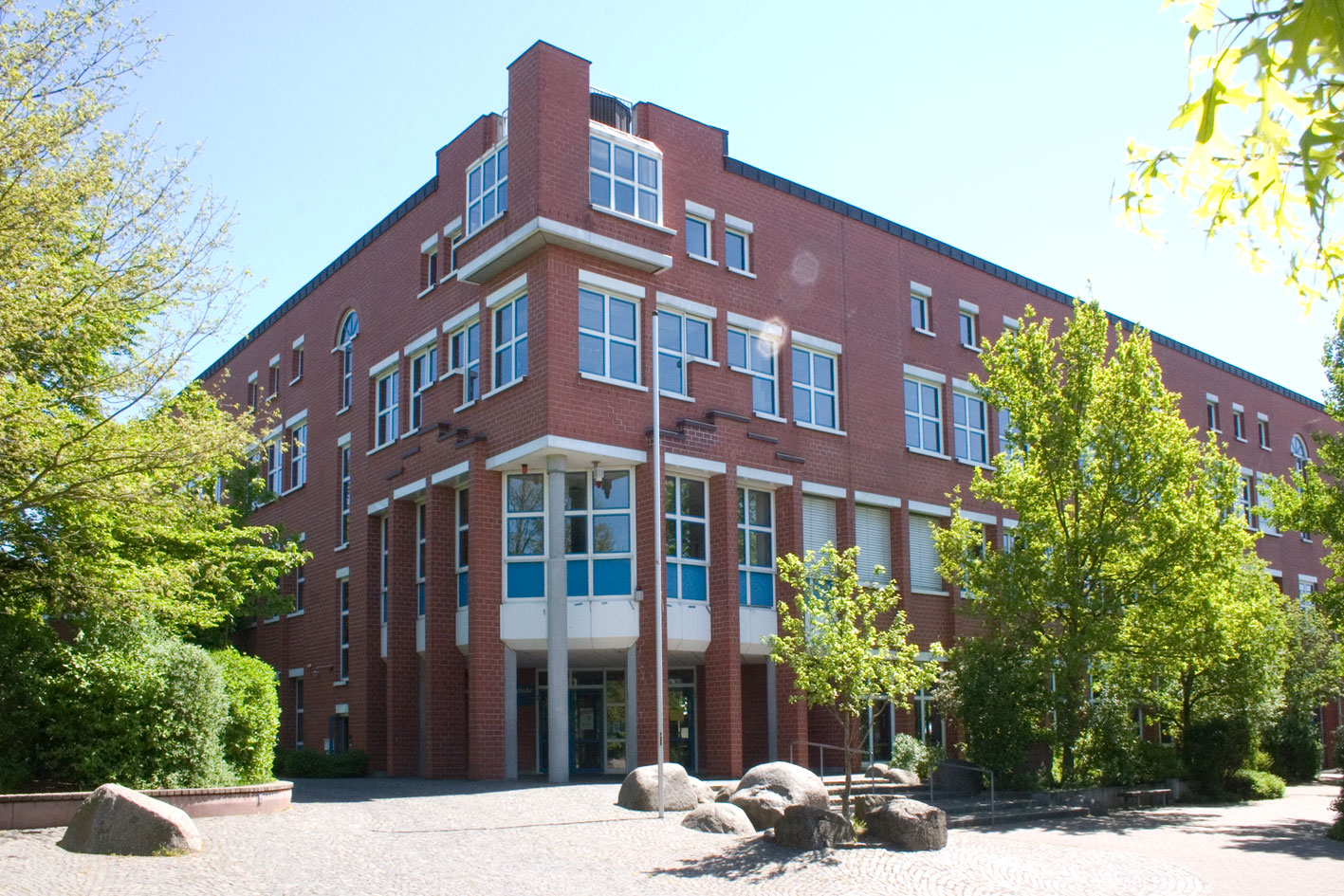
Haupteingang des neuen Gymnasiums

Am 1. Mai 1822 wurde die Schule auf Initiative des Grafen Ernst Casimir in ein Landesgymnasium umgewandelt. 1829 zog das Gymnasium in die bisherige nun für schulische Zwecke umgebaute lutherische Kirche in der Schlossgasse. Ab der Erhebung des Grafen in den Fürstenstand 1840 hieß die Schule Großherzogliches Gymnasium Büdingen. 1879 bezog das Gymnasium ein neues Gebäude in der Gymnasiumstraße. Die Schule wurde um mehrere Gebäude erweitert. Zwei Pavillons am Standort des heutigen Büdinger Amtsgerichts in der Stiegelwiese sowie Unterrichtsräume in anderen Schulen waren erforderlich, um den steigenden Schülerzahlen zu genügen. Hunderte von Schülern der Mittel- und Oberstufe, sogenannte Wanderklassen, durcheilten Büdingen, um ihre Kilometer voneinander entfernten Schulräume zu erreichen. 1989 konnte die Schule nach jahrelangem massivem Druck der Eltern einen ausreichend großen Neubau am südöstlichen Rand Büdingens beziehen.

## Bekannte Lehrkräfte
- Erasmus Alberus (1520); * um 1500, † 1553; deutscher Theologe, Reformator und Verfasser von Kirchenliedern und Fabeln
- Johannes Lonicer (Johannes Lonicerus, 1544); * um 1497, † 1569; Altphilologe, Professor der griechischen und hebräischen Sprache in Marburg, Humanist, Dichter und evangelischer Theologe
- Rudolf Goclenius der Ältere (1601); * 1547 als Rudolf Gockel, † 1628; Professor für Philosophie, Logik, Metaphysik und Ethik an der Philipps-Universität Marburg
- Johannes Martin Keller; * 1766, † 1829; Direktor des Gymnasiums
- Georg Thudichum (1818); * 1794, † 1873; deutscher evangelischer Theologe und Altphilologe
- Georg August Otto Dingeldein; * 1861, † 1951; deutscher Philologe, Gymnasialprofessor und Fachbuchautor
- Otto Keller (ab 1924); * 1879, † 1947; hessischer Politiker (DVP)
- Gerhard Ludwig Müller; * 1947; Theologe und Erzbischof der römisch-katholischen Kirche

## Bekannte Schüler
- Ludwig Westernacher (1811–1884), Arzt, Politiker und Ehrenbürger der Stadt Büdingen.
- Johann Ludwig Wilhelm Thudichum (1829–1901), Begründer der Gehirnchemie.
- Friedrich Wolfgang Karl von Thudichum (1831–1913), angesehener Rechtsgelehrter und -historiker sowie Professor der Rechte in Tübingen.
- Karl Albrecht Haupt (1852–1932), Architekt und Hochschullehrer.
- Adolf Herrmann Rudolf Ferdinand Kraemer, auch Ado Kraemer (1898–1972), Schachkomponist (Pseudonym Erna Quick).
- Wilhelm Kämmerer (1905–1994), Ingenieur und Computerpionier der DDR.
- Alexander Demandt (* 1937), emeritierter Historiker (Freie Universität Berlin).[3]
- Bernd Schneidmüller (* 1954), Historiker an der Universität Heidelberg.
- Anne Weber (* 1964), deutsche Schriftstellerin.
- Jürgen Rollmann (* 1966), ehemaliger Fußballtorwart.
- Andrea Cleven (* 1978), Schauspielerin (ZDF, Wege zum Glück – Spuren im Sand).
- Matthias von Saldern (1953–2020), Professor für Erziehungswissenschaften und Schulberater.
- Daniel Hensel (* 1978), Komponist, Musiktheoretiker und Musikwissenschaftler (HfM Würzburg[4], HfMDK Frankfurt[5] und MLU)[6].